# Perthes-lès-Brienne
Perthes-lès-Brienne é uma comuna francesa na região administrativa de Grande Leste, no departamento de Aube. Estende-se por uma área de 3,63 km². Em 2010 a comuna tinha 77 habitantes (densidade: 21,2 hab./km²).